# 11929 Uchino
11929 Uchino este un asteroid din centura principală de asteroizi.

## Descriere
11929 Uchino este un asteroid din centura principală de asteroizi. A fost descoperit pe 23 ianuarie 1993 la Kitami de Kin Endate și Kazuro Watanabe. Asteroidul prezintă o orbită caracterizată de o semiaxă mare de 2,79 ua, o excentricitate de 0,21 și o înclinație de 8,2° în raport cu ecliptica.